# Sharon Francis
Sharon Francis, née Oluchi Sharon Francis le 14 février 1992, est une actrice et producteur nigériane,,.

## Biographie et études
Originaire d'Awka dans l'état d'anambra. Sharon est la dernier d'une famille de cinq enfants.
Sharon a fait l'école maternelle (infant jesus), le primaire à l'école secondaire polyvalente d'Awka.
Admise, elle fréquente l'Université Nnamdi Azikiwe où elle fait des étudies de psychologie et obtient sont diplôme.

## Parcours professionnel
Entre 2010, elle intègre l'industrie cinématographique nigériane (Nollywood ).
le 4 septembre 2011, elle est choisie pour son premier rôle d'actrice dans le film Shattered Mirror avec Majid Michel et Nkem Owoh. Puis Matters Arising tourné dans l'État d'Enugu, avec Majid Michel, Ruth Kadiri.

## Films
- 2012 : Shattered Mirror
- Street of Canaan
- Black Cats
- Red Mafian
- Beach 24

## Liens
- « Sharon Francis » (présentation), sur l'Internet Movie Database